# Pedro Gual Escandon
Pedro Gual Escandon, född 17 januari 1783, död 6 maj 1862, president i Venezuela under tre perioder.